# Kościół Świętego Krzyża w Vierraden
Kościół Świętego Krzyża (niem. Kreuzkirche) – luterańska świątynia parafialna znajdująca się w niemieckim mieście Schwedt/Oder, w dzielnicy Vierraden. Zniszczona podczas II wojny światowej, częściowo odbudowana w latach 2001–2004. 
Siedziba parafii Vierraden (niem. Kirchengemeinde Vierraden) należącej do wspólnoty parafialnej Schwedt (niem. Pfarrsprengel Schwedt) i okręgu kościelnego Uckermark (niem. Kirchenkreis Uckermark).

## Historia
Kościół wzniesiono w 1788 roku wg projektu Georga Wilhelma Berlischkiego. Świątynia została znacząco zniszczona w 1945 roku, w ostatnich dniach II wojny światowej, przetrwały jedynie mury. Kościół przez około 50 lat był w stanie ruiny. W 1999 powołano fundację Freundeskreis Kirchruine Vierraden e. V., a następnie przystąpiono do częściowej odbudowy przy wsparciu ze strony miasta i parafii. W 2000 zabezpieczono mury i odgruzowano teren, w 2001 odremontowano otynkowaną elewację i zadaszono wieżę, a do 2003 roku zainstalowano nowe okna. 11 maja 2003 świątynię konsekrował bp Wolfgang Huber, od tego czasu nosi imię Świętego Krzyża. W 2004 przebudowano zakrystię i wykonano dach nad prezbiterium.

## Galeria

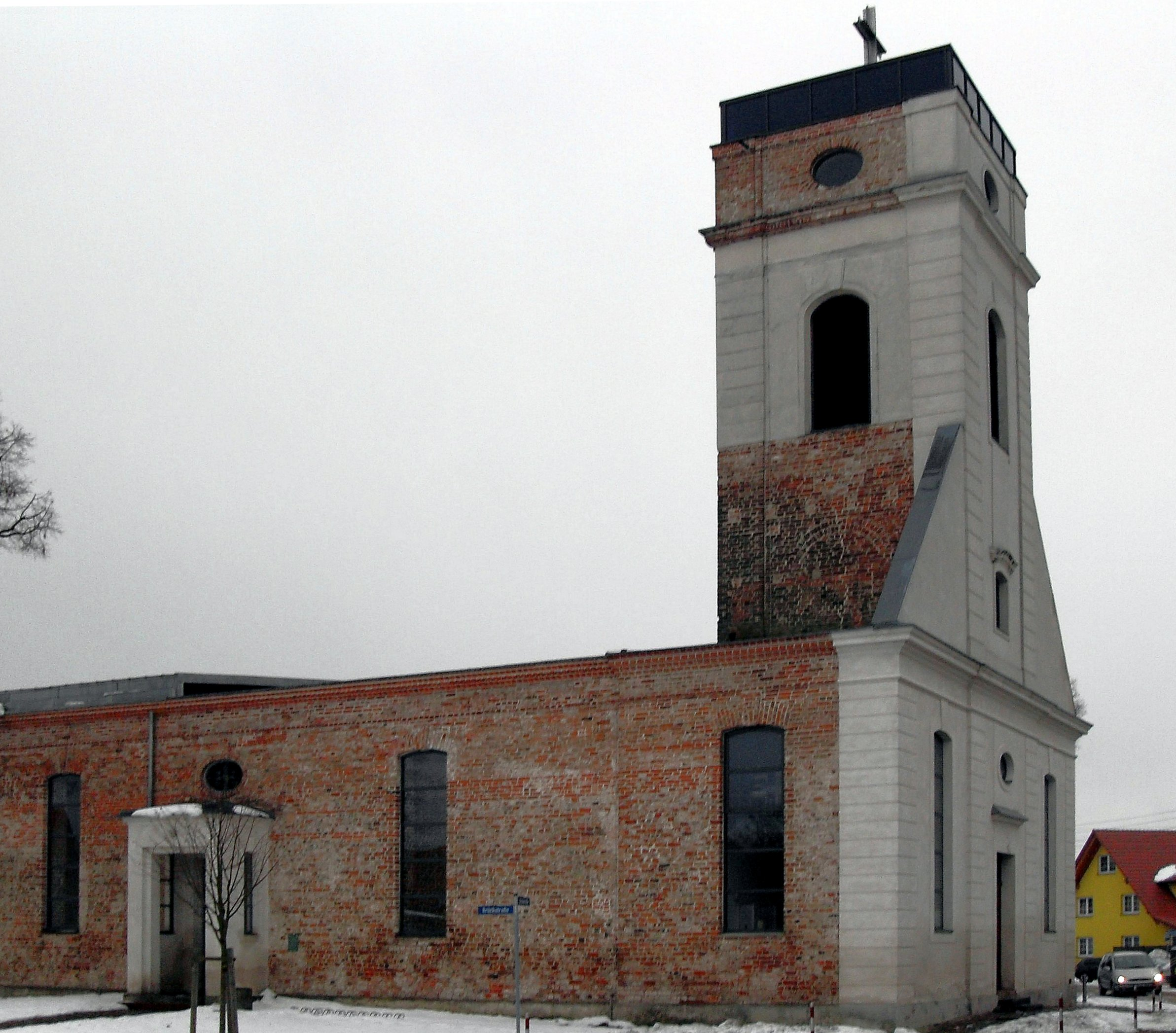
Widok z północnego zachodu
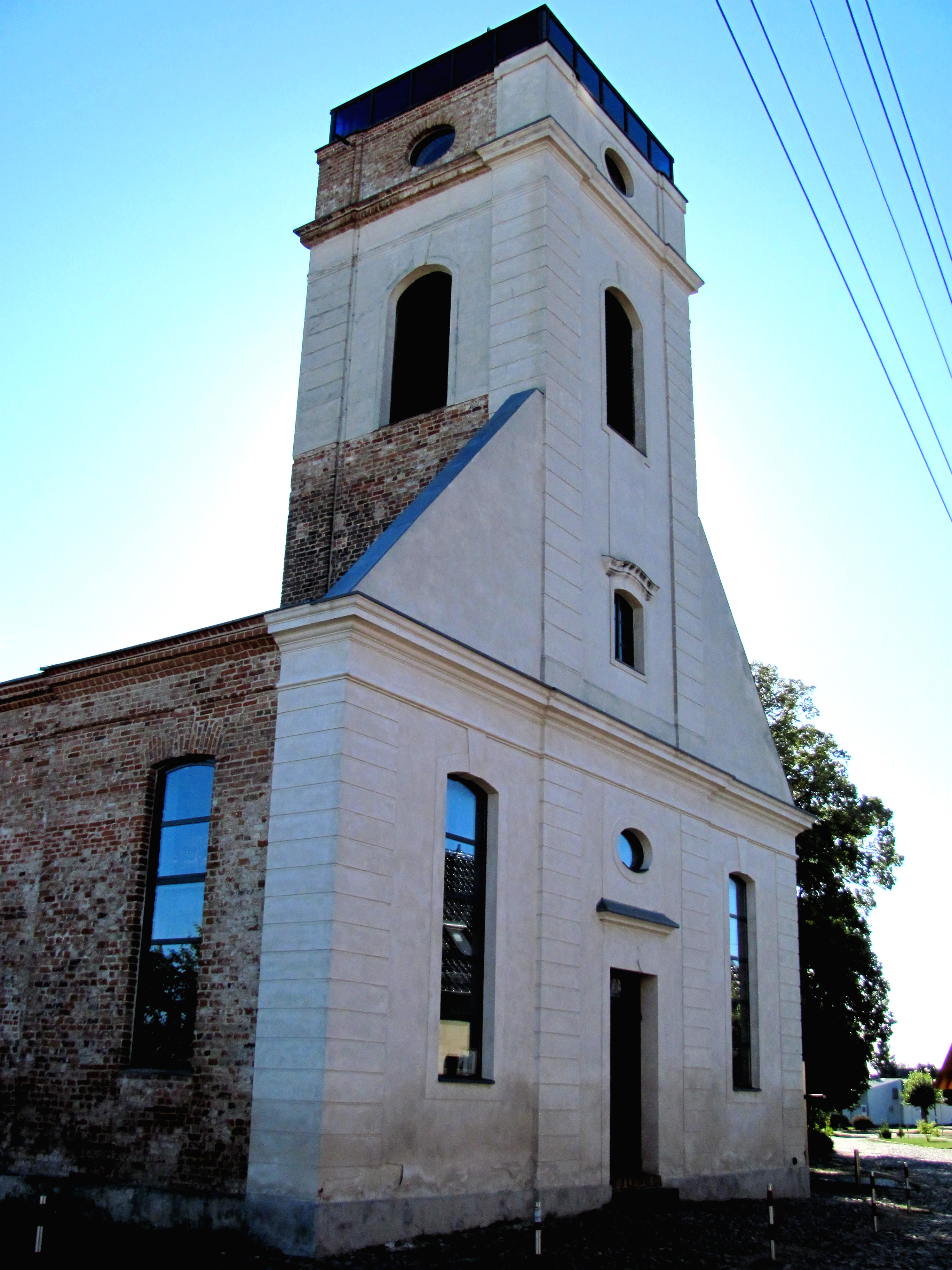
Fasada
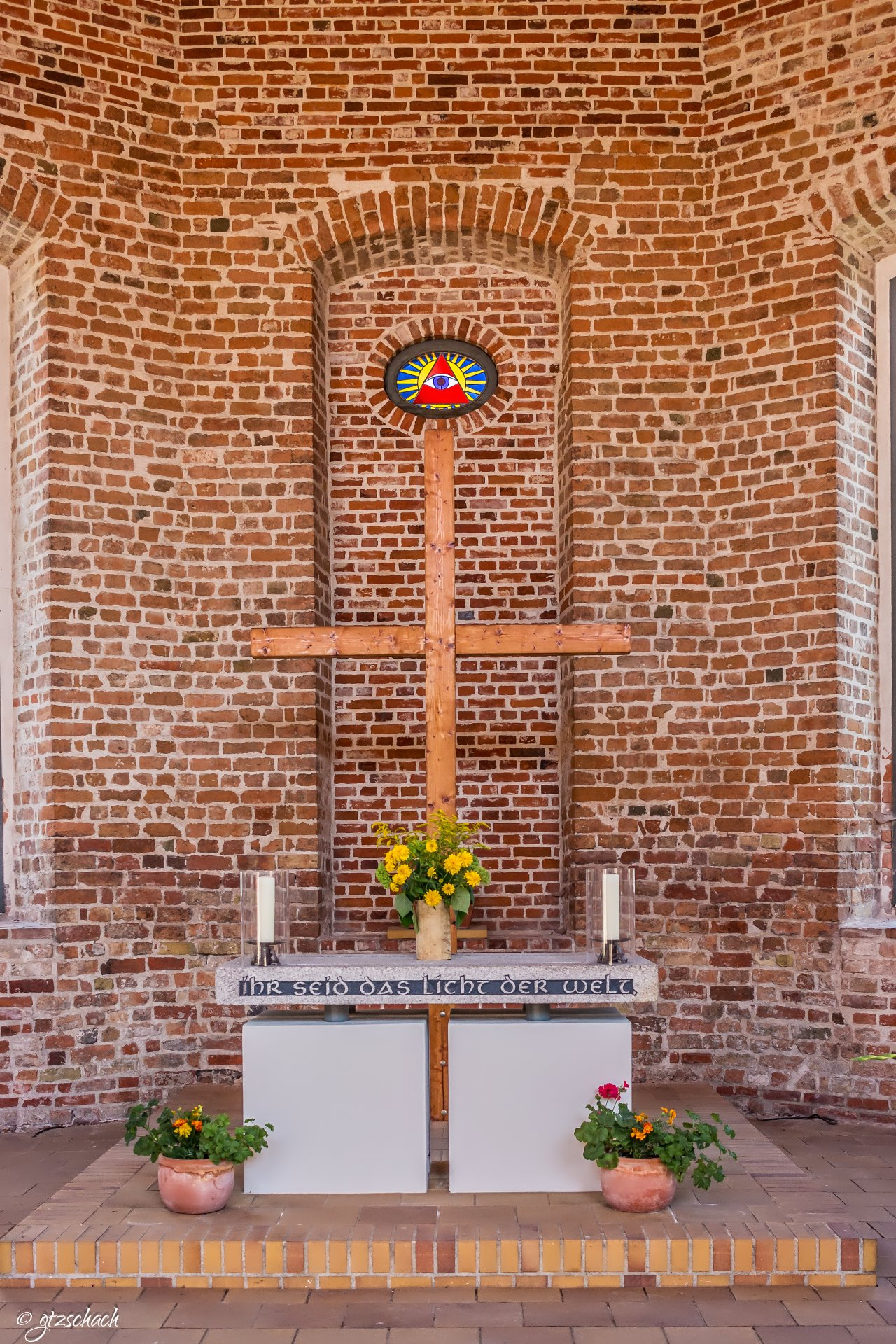
Ołtarz